# 福岡春菜
福岡 春菜（ふくおか はるな、現姓：鎌田、1984年1月25日 - ）は、日本の元卓球選手。徳島県徳島市出身。徳島市立助任小学校、四天王寺中学校・高等学校を経て日本大学法学部政治経済学科卒業。中国電力に所属した。北京オリンピック日本代表。

## 経歴・人物
幼稚園の時に地元の卓球クラブに入り、小学校6年次には全国大会で6位入賞を果たした。全国中学校卓球大会、インターハイでそれぞれ準優勝を果たした後、日本大学に進学し2004年にはユニバーシアードで優勝した。
2006年の第48回世界卓球選手権団体戦では5戦中4勝しハンガリー戦の敗れた試合もラケット検査による失格負けであり、日本の銅メダル獲得に貢献した。同年6月のITTFプロツアーブラジルオープンで優勝、荻村杯ではリ・ジャウェイ、丁寧を破りベスト4入りを果たした。
2008年3月に行われた2008年北京オリンピックアジア予選でオリンピック本戦出場を決めた。北京オリンピックではシングルスの3回戦でキム・キョンアに敗れた。
現役時代の福岡のプレースタイルはサーブが特徴で、16種類ものの王子サーブを使い分けた。福原愛にも伝授した大阪・王子クラブの作馬六郎から学んだその王子サーブでサービスエースを奪うことも珍しくなかった。
2015年の全日本卓球選手権大会を最後に現役を引退。引退直後に中国電力の同僚一般社員と結婚している。現在は卓球解説者としてメディアに登場することもしばしばである。

## 主な戦績
2004年
- ユニバーシアード 女子シングルス 優勝

2005年
- アジア卓球選手権 混合ダブルス 3位

2006年
- 平成17年度全日本卓球選手権大会 混合ダブルス 優勝（足立卓也ペア）
- 第48回世界卓球選手権団体戦（ブレーメン大会）女子団体 3位
- ITTFプロツアーブラジルオープン優勝

2008年
- 世界卓球選手権（広州大会）女子団体 3位
- 北京オリンピック 女子団体 4位

## テレビ番組
- 豪腕！コーチング！ サぁー世界卓球開幕だ！芸能界卓球頂上決戦（2008年2月21日、テレビ東京）[7]
- ふるさと選手たちの挑戦！（2008年7月25日、NHK）[8]
- 密着ドキュメント！日本女子卓球の世界 卓球乙女 ～金メダル最有力競技・ロンドン五輪への道～（2009年3月21日、BS朝日）[9]
- なら≒デキ プロに無茶ぶり検証番組○○なら××出来るはず（2017年2月15日、テレビ朝日）[10]
- 卓球ジャパン! サーブの秘密を大特集！（2018年7月21日、BSジャパン）[11]